# Grand Prix moto du Japon 1965
Le Grand Prix moto du Japon 1965 est la treizième manche du Championnat du monde de vitesse moto 1965. L'épreuve s'est déroulée du 22 au 24 octobre 1965 sur le Circuit de Suzuka.
C'est la quatrième édition du Grand Prix moto du Japon.

## Classement catégorie500cm3
Pas de course dans cette catégorie lors de l'édition de 1965

## Classement catégorie350cm3
| Pos | Pilote           | Constructeur | Temps/Écart       | Points |
| --- | ---------------- | ------------ | ----------------- | ------ |
| 1   | Mike Hailwood    | MV Agusta    | 1 h 03 min 32 s 2 | 8      |
| 2   | Jim Redman       | Honda        | +10 s 1           | 6      |
| 3   | Isamu Kasuya     | Honda        |                   | 4      |
| 4   | Isao Yamashita   | Honda        |                   | 3      |
| 5   | Giacomo Agostini | MV Agusta    |                   | 2      |
| 6   | Bill Smith       | Honda        |                   | 1      |
| 7   | ...              | ...          |                   |        |

## Classement catégorie250cm3
| Pos | Pilote           | Constructeur | Temps/Écart       | Points |
| --- | ---------------- | ------------ | ----------------- | ------ |
| 1   | Mike Hailwood    | Honda        | 1 h 01 min 49 s 1 | 8      |
| 2   | Isamu Kasuya     | Honda        | +1 min 32 s 8     | 6      |
| 3   | Bill Ivy         | Yamaha       | +1 min 56 s 5     | 4      |
| 4   | Gosuke Yamashita | Honda        | +2 min 27 s 5     | 3      |
| 5   | Hiroshi Hasegawa | Yamaha       |                   | 2      |
| 6   | ...              | ...          |                   |        |

## Classement catégorie125cm3
| Pos | Pilote              | Constructeur | Temps/Écart   | Points |
| --- | ------------------- | ------------ | ------------- | ------ |
| 1   | Hugh Anderson       | Suzuki       | 52 min 19 s 2 | 8      |
| 2   | Luigi Taveri        | Honda        | +14 s 5       | 6      |
| 3   | Ralph Bryans        | Honda        |               | 4      |
| 4   | Bill Ivy            | Yamaha       |               | 3      |
| 5   | Yasuharu Yuzawa     | Honda        |               | 2      |
| 6   | Hironori Matsushima | Yamaha       |               | 1      |
| 7   | Frank Perris        | Suzuki       |               |        |
| 8   | ...                 | ...          |               |        |

## Classement catégorie50cm3
| Pos | Pilote               | Constructeur | Temps/Écart   | Points |
| --- | -------------------- | ------------ | ------------- | ------ |
| 1   | Luigi Taveri         | Honda        | 39 min 23 s 3 | 8      |
| 2   | Ralph Bryans         | Honda        | +0 s 1        | 6      |
| 3   | Mitsuo Itoh          | Suzuki       | +22 s 2       | 4      |
| 4   | Hans-Georg Anscheidt | Suzuki       | +37 s 9       | 3      |
| 5   | Michio Ichino        | Suzuki       |               | 2      |
| 6   | Akira Itoh           | Honda        |               | 1      |
| 7   | K. Itoh              | Bridgestone  |               |        |
| 8   | ...                  | ...          |               |        |